# خالد حرح
خالد عمر حرح (تُوفيّ في الحادي عشر من آب/أغسطس 2016) كان ناشطًا سوريًا تطوَّع للعمل لصالحِ الدفاع المدني السوري – الذي يُعرف أيضًا باسمِ الخوذ البيض – وهي منظمة تعملُ على تقديم المساعدات الإنسانية للشعب السوري.

## المسيرة المهنيّة
بدأَ خالد حرح مسيرتهُ المهنيّة كرسامٍ ومعدّ ديكور وذلك قُبيل اندلاع الثورة السورية. انخرطَ خالد في الاحتجاجات الشعبيّة المناهضة للنظام؛ قبل أن يتعرَّف عليه العالم في حزيران/يونيو من عام 2014 حينما أن أنقذَ طفلاً رضيعًا لم يتجاوز من العمرِ 20 يومًا كان مُحاصرًا في مبنى دُمِّر بعد غارةٍ جويةٍ على حلب. صُوِّرت عملية إنقاذ خالد للرضيعِ بالفيديو الذي حقَّق انتشارًا واسعًا وجرى تداوله على مختلف منصّات التواصل الاجتماعي؛ فلُقِّب خالد عمر حرح بـ «بطل حلب».
قام فراس فياض مُخرج وثائقي آخر الرجال في حلب في عام 2017 بالتطرّق لقصة خالد ضمنيًا وذلك في إطارِ رواية الفيلم لمهام البحث والإنقاذ التي يقومُ بها عناصر الخوذ البيض في مدينة حلب.

## الوفاة
قُتل خالد عمر حرح في الحادي عشر من آب/أغسطس 2016 خلال غارةٍ جويّةٍ نفذها الطيران الحربي السوري على المقرّ الذي كان يتحصَّنُ فيه، تاركًا وراءه زوجة وابنتين. صنَّفتهُ مجلَّة بوليتيكو في العام الموالي كواحدٍ من 28 شخصًا «يقومون بهزِّ وإثارة أوروبا».

## روابط خارجية
- خالد حرح على موقع IMDb (الإنجليزية)